# Temat-heret
Temat-heret ist die Bezeichnung eines altägyptischen Dekans, der drei Dekan-Sterne umfasste und zum altägyptischen Sternbild Matte gehörte. In den Dekanlisten A1 stand Temat-heret an erster Position.

## Hintergrund

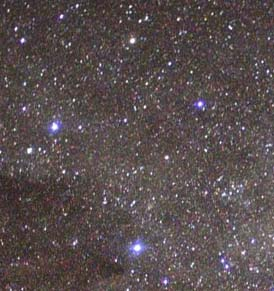
Kreuz des Südens

Die auffälligsten Himmelsobjekte sind hierbei die drei oberen Hauptsterne Becrux, Gacrux und Decrux vom Sternbild Kreuz des Südens. 
In den Dekanlisten der Sethos-Schrift war dieser Dekan gemeinsam mit Temat-cheret zu dem Gesamtdekan Temat-heret-cheret am Leib der Nut als fünfter Dekan zusammengefasst. 